# Basilisk (seriefigur)
Basilisk är en fiktiv figur i serierna om Spindelmannen.

## Historia
Basilisk var från början en vanlig kriminell vid namn Basil Elks, som försökte stjäla en mystisk amulett från ett museum, men han upptäcktes och en vakt började skjuta mot Elks. Vakten missade honom dock, men skotten träffade istället amuletten, som splittrades, varvid Basil Elks träffades av en skärva. Denna förvandlade honom till Basilisk. Hans hud blev grön och ögonen blev stora och röda. Han fick övermänskliga psykiska färdigheter och kunde skapa/manipulera energi genom energistrålar som sköts från hans ögon. Denna energi kunde generera såväl hetta som is, vilket hjälpte honom att fly från museet.
Amuletten var ursprungligen en del från en komet som störtat på jorden för miljontals år sedan och det hade gjorts ännu en amulett från dess rester. Basilisk såg denna som en chans att förstärka sina krafter. Efter en kort jakt hittade han den andra amuletten och även den gav honom sina krafter. Detta förstärkte hans styrka, reflexer och uthållighet och den förstärkte även hans förmåga att skapa energi genom strålar från ögonen; han kunde nu skapa en hetta på 3 000 grader och använda den som ett slagredskap som motsvarade en fallande tusenkilos betongklump.
Med krafter från båda strålarna gav han sig ut för att möta Spindelmannen och Big Ben (The Thing) i New York. Det kom till en strid där han först besegrade Big Ben med sina förmågor att skapa energi, vilket tillät honom att rasera en byggnad över sin motståndare. Därefter vände han sig mot Spindelmannen, som var snabbare än Basilisk och kunde hoppa undan från de förödande ögonstrålarna. Basilisk blev frustrerad och skapade en vulkan som växte upp över Hudsonfloden och började tvinga Spindelmannen i den riktningen för att tvinga ner honom i den varma magman. Han lyckades tränga upp sin motståndare till kanten av vulkanen och lyckades från nära håll att träffa Spindelmannen med en energistråle som knuffade ner denne i vulkanen. Men han drogs själv med i Spindelmannens fall och föll ner i magman, under det att Spindelmannen lyckades rädda sig genom att svinga sig upp ur vulkanen. Basilisk överlevde dock och planerade att attackera Fantastic Four. När han tagit sig till Fantastic Fours högkvarter så blev han skjuten till döds av Scourge som var utklädd till en arbetare.